# Sonic. Szybki jak błyskawica
Sonic. Szybki jak błyskawica (ang. Sonic the Hedgehog) – amerykańsko-kanadyjsko-japoński film stworzony na podstawie serii gier komputerowych Sonic the Hedgehog.
Premierę filmu zaplanowano początkowo na listopad 2019 roku, ale w obawie przed negatywnymi reakcjami ze strony widzów przesunięto ją o trzy miesiące. Film po raz pierwszy został pokazany w Los Angeles 25 stycznia 2020 roku, a jego oficjalna amerykańska premiera odbyła się 14 lutego tego samego roku. W Polsce po raz pierwszy film został pokazany w kinach sieci Cinema City 15 lutego 2020, zaś oficjalna polska premiera filmu odbyła się 28 lutego 2020 roku.
28 maja 2020 roku został potwierdzony sequel filmu, którego polska premiera odbyła się 22 kwietnia 2022 roku.
Premiera trzeciej części zatytułowanej Sonic 3. Szybki jak błyskawica odbyła się 20 grudnia 2024 roku.

## Fabuła
Niebieski antropomorficzny jeż z alternatywnego wymiaru, Sonic (Ben Schwartz), przybywa na Ziemię, uciekając przed siłami zła, które chcą przejąć jego moce super-szybkości. Po tym, jak niechcący wywołał awarię prądu, kiedy ukrywał się w mieście Green Hills, Sonic jest ścigany przez rząd, który zatrudnia bezwzględnego robotyka o nazwisku Robotnik (Jim Carrey), żeby go złapać. Miejski szeryf Tom Wachowski (James Marsden) poznaje Sonica i postanawia mu pomóc uniknąć schwytania, zebrać jego pierścienie i pokrzyżować plany Robotnika wykorzystania mocy jeża dla przejęcia władzy nad światem.

## Obsada
- Ben Schwartz – Sonic (głos)
  - Benjamin L. Valic – młody Sonic
- Jim Carrey – Doktor Robotnik
- James Marsden – Tom Wachowski
- Tika Sumpter – Maddie Wachowski
- Lee Majdoub – Stone
- Natasha Rothwell – Rachel
- Adam Pally – Wade Whipple
- Neal McDonough – major Bennington
- Frank C. Turner – Crazy Carl

### Wersja polska
- Marcin Hycnar – Sonic
- Kamil Kula – Tom Wachowski
- Michalina Łabacz – Maddie Wachowski
- Tomasz Borkowski – Doktor Robotnik
- Maksymilian Bogumił – Wade
- Anna Ułas – Rachel
- Szymon Kuśmider – komandor Walters
- Otar Saralidze – agent Stone
- Adam Bauman – major Bennington
- Mikołaj Klimek – koleś w knajpie
- Agnieszka Kunikowska – Szpona
- Wojciech Paszkowski – Karl Korba
- Katarzyna Mogielnicka – JoJo
- Jakub Wieczorek – dowódca wojsk
- Janusz Wituch – dowódca sił powietrznych
- Anna Wodzyńska – kelnerka
- Borys Wiciński –
  - chłopiec,
  - mały Sonic
- Olga Cybińska – dziewczynka
- Marek Robaczewski – dowódca marynarki wojennej
- Lidia Sadowa – Miles
- Krzysztof Cybiński – tata